# 惜字炉
惜字炉（せきじろ）とは、文字を敬って文字の書かれた不要となった紙を焼くための炉
。惜字亭、焚字炉（沖縄の方言で「フンジルー」）ともいう。別名として惜字塔、惜字楼、焚字庫、字庫、焚紙楼、文風塔、文峰塔、敬聖亭。台湾では多く聖蹟亭といい、客家地区では敬字亭と称す。

## 概要

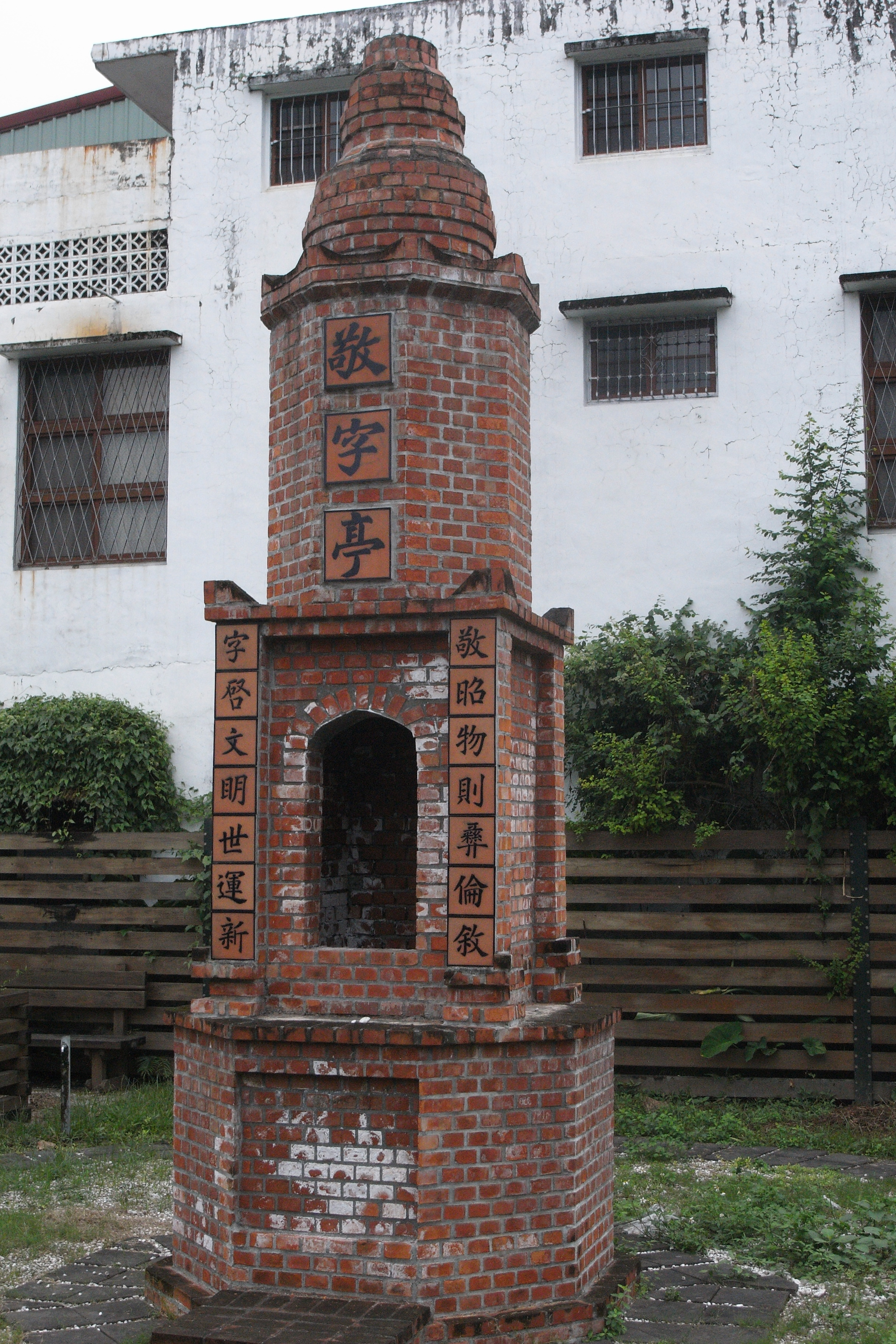
惜字炉，台湾花蓮鳳林校長夢工廠の裏庭で撮影

中国明代の科挙制度のもと、聖人、知識人が尊ばれ、字を敬う「敬惜字紙」という風習が生まれ、文字の書かれた不要な紙を集め梵焼する炉が作られた。
惜字炉は史料によれば宋代に建造が始まり、元明清代にはすでに相当普及していた。惜字炉は通常街角や、書院や寺院の中、道路や橋の傍らに建造した。また裕福な者は自分の家の庭に惜字塔を建てることがあった。『二刻拍案』一巻の開編詩に曰く“世間字紙蔵経同，見者須当付火中。或置長流清浄処，自然福禄永無窮”（仮訳：世間の字のある紙はお経と同じく、見たものは火で燃やすべきである。あるいは清らかな流れに置けば、自然と福は長く窮まることはない。）とある。武平城北李氏宗親理事会が2004年3月編集した『李氏族譜』には、清朝中期の李氏の先祖が敬字惜紙の風習を持っていたことを記載する。「居恒敬惜字紙，拾即焚炉，其崇文愛士，已見一斑（仮訳：居恒は字のある紙を敬い、拾っては炉で燃やした。その文士を敬愛するさまの、一部がわかる。）」、また常に県試の会場に行って字のある紙を拾い、“毎値県試，必親送子弟入校場，後提筐至各号拾字紙焚于庫内，其敬惜字紙如此。（仮訳：県試ごとに、必ず親は子弟を会場におくり、のちに籠を下げて各号へ行き、字のある紙を拾って炉で燃やした。敬惜字紙はかくの如くであった。）”。壁龕のなかに蒼頡、文昌帝君、孔聖などの神を祭り、相応の対聯や吉祥模様で飾ることもあった。
現在は、中国、台湾、韓国に残っており、日本では沖縄県、長崎県、大阪府の寺院などにみられる。

## 台湾の惜字炉
- 新北市板橋区 林本源園邸敬字亭
- 桃園市
  - 桃園区 龍潭聖蹟亭（中国語版）
  - 中壢区 中壢聖蹟亭（中国語版）

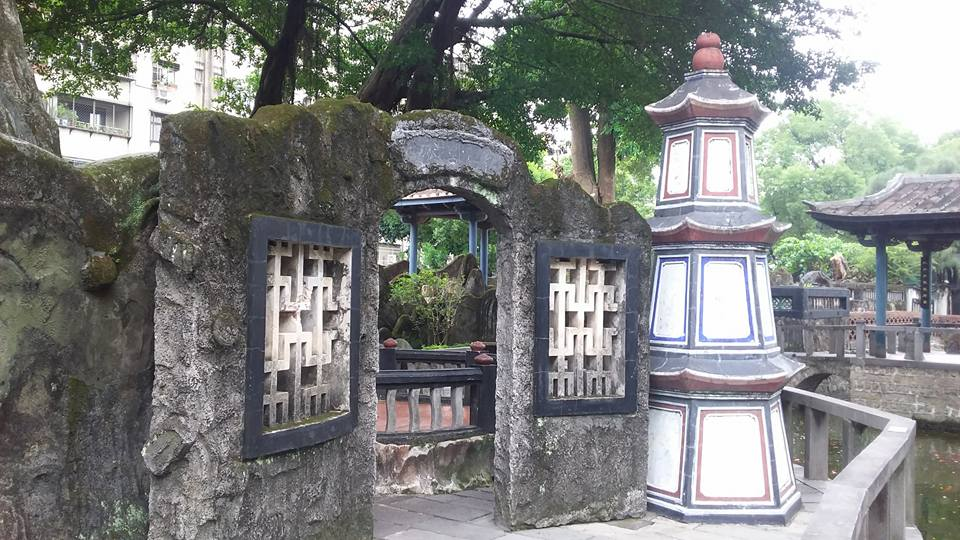
林本源園邸の敬字亭（右端）

- 高雄市美濃区 瀰濃庄敬字亭、金瓜寮聖蹟亭、上庄仔敬字亭、龍肚庄敬字亭
- 屏東県
  - 枋寮郷 石頭営聖蹟亭
  - 高樹郷 慈雲寺敬字亭
  - 竹田郷 二崙庄敬字亭、糶糴庄敬字亭
  - 満州郷 敬聖亭
- 南投県 竹山社寮敬聖亭